# Oshivelo
Oshivelo es un pueblo en el norte de Namibia.
A principios de 2005, la primera etapa del nuevo Ferrocarril de Norte fue iniciada desde Tsumeb, está sección tiene 89 km de largo. La siguiente sección corre desde Oshikango, cerca de la frontera con Angola. La próxima sección a ser construida sería hacia las minas de hierro de Cassinga.
- Datos: Q914118
- Multimedia: Oshivelo / Q914118